# Kobe Yamaguchi-gumi

Daimon Kobe Yamaguchi-gumi

Kobe Yamaguchi-gumi (jap. 神戸山口組) – gang yakuzy, działający w Japonii z siedzibą w prefekturze Hyōgo, będący odłamem Yamaguchi-gumi.

## Historia
W sierpniu 2015 roku 13 bezpośrednich szefów wraz z powiązanymi grupami oddzieliło się od struktury „szóstego pokolenia Yamaguchi-gumi” i utworzyło „Kobe Yamaguchi-gumi” w wyniku sprzeciwu wobec zarządzania organizacją i wysokich opłat uzupełniających (składek członkowskich). Na czele nowo utworzonego syndykatu stanął Kunio Inoue, który uprzednio był jednym z szefów „Yamaguchi-gumi”. Po odłamie doszło do szeregu starć między obiema organizacjami, a w 2020 roku uznano ją za „grupę stosującą przemoc”, co znacznie ograniczyło jej działalność. W 2017 roku powstała kolejna organizacja „Kizuna-kai” (wcześniej Ninkyo Yamaguchi-gumi) założona przez członków, którzy odłączyli się od „Kobe Yamaguchi-gumi”.
W roku 2025 liczba członków „Kobe Yamaguchi-gumi” zmalała o przeszło 90% w ciągu ostatnich 10 lat.